# Marietta Alboni

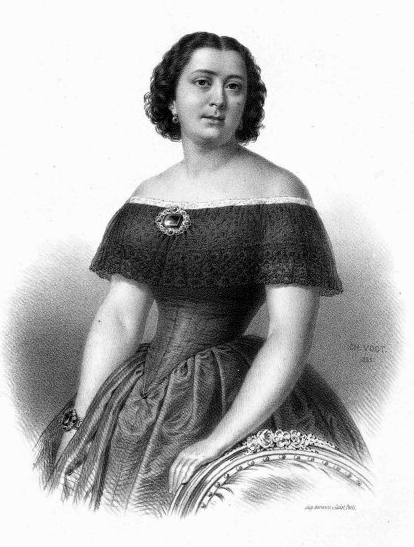
Marietta Alboni, 1855

Marietta Alboni, eigentlich Maria Anna Marzia Alboni (* 6. März 1826 in Città di Castello, Umbrien; † 23. Juni 1894 in Ville d’Avray bei Paris) war eine italienische Opernsängerin der Stimmlage Alt. Ihre Stimme war für ihre Weichheit und einen außerordentlichen Wohlklang in den tiefen Tönen bekannt. Als Schauspielerin trat sie in Spielopern auf.

## Leben
Ihre musikalische Ausbildung erhielt sie durch den Gesangslehrer Antonio Bagioli in Cesena. Auch Gioacchino Rossini interessierte sich für sie und studierte mit ihr mehrere Partien aus seinen Opern. Mit 16 Jahren gab sie in Bologna ihr Bühnendebüt. Sie sang 1843 mit großem Erfolg an der Scala in Mailand. Auftritte erfolgten auch in anderen Städten Italiens. Später trat sie mit dem Impresario Bartolomeo Merelli in Wien auf, von dort trat sie eine Tournee nach Sankt Petersburg an.

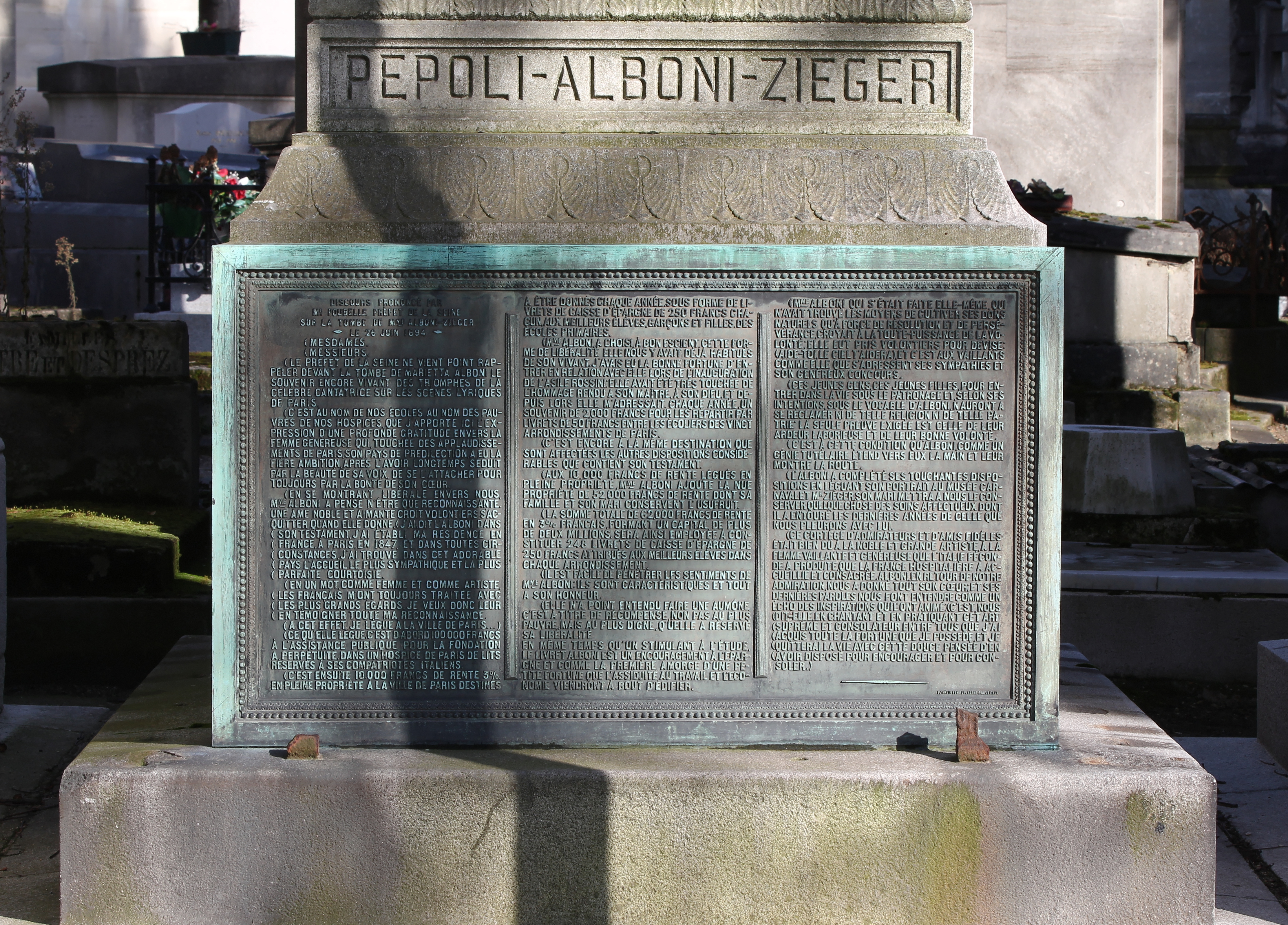
Grabsteinplatte mit Inschriften

1845 trat sie in Deutschland in Begleitung des Pianisten Hermann Berens auf, danach in Ungarn und Böhmen. Zum Karneval 1847 trat sie in Rom und im Frühling desselben Jahres im Royal Opera House auf, wobei sie auch im Vergleich mit der zur gleichen Zeit im Her Majesty’s Theatre auftretenden Jenny Lind bestand. Von London aus reiste sie im Oktober nach Paris weiter, wo sie ein Engagement an der Italienischen Oper annahm. In den Jahren 1852 und 1853 machte sie eine Tournee in Amerika, wo sie in Nordamerika unter anderem von Walt Whitman lobende Kritiken erhielt. Vermutlich war Alboni die erste Interpretin der La Paloma. 
Im Jahr 1854 heiratete sie den Grafen Achille Pepoli, verringerte danach die Zahl ihrer öffentlichen Auftritte und zog sich nach seinem Tode im Jahr 1866 von der Bühne zurück. Im Jahre 1877 heiratete sie den französischen Offizier Charles Denis Zieger.